# Dohma

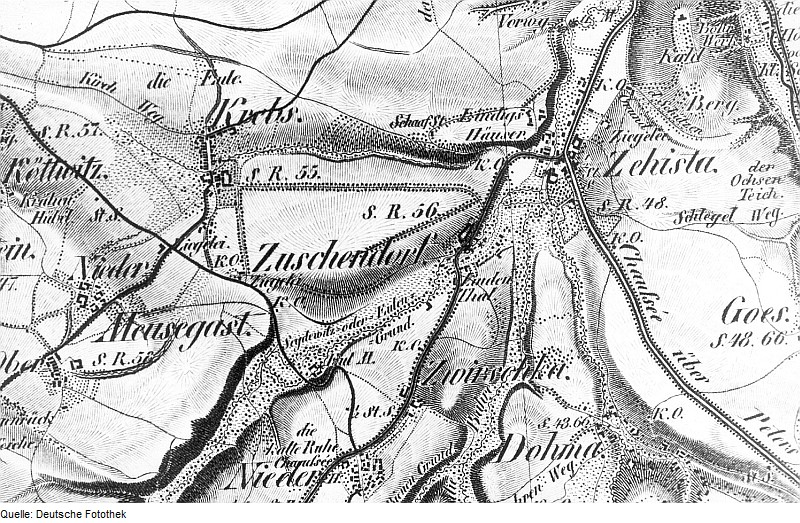
Dohma und Goes 1821–22

Dohma ist eine Gemeinde im Landkreis Sächsische Schweiz-Osterzgebirge im Süden Sachsens. Die Gemeinde bildet eine Verwaltungsgemeinschaft mit der Kreisstadt Pirna.

## Geographie

### Lage
Die Gemeinde Dohma liegt ca. 3 km südlich von Pirna. Die Gemeinde befindet sich auf der Hochfläche bzw. an den Talhängen zwischen dem Bahretal und dem Gottleubatal.

### Ortsgliederung
Zur Gemeinde Dohma gehören die drei Ortsteile Dohma, Cotta und Goes sowie die Gemarkung Dürrhof. Der Ortsteil Cotta gliedert sich in Großcotta (Cotta A) und Kleincotta (Cotta B).

## Geschichte

### Dohma
Das Dorf Dohma und die später eingemeindeten Dörfer der Umgebung wurden im 14. Jahrhundert gegründet. Die erste Erwähnung des Waldhufendorfes erfolgte 1315 als Domyn. Weitere Namen von Dohma lauteten über die Jahrhunderte Dame, Dahme, Dohme (15. Jahrhundert), Thoma oder Dhoma (17. Jhd.). Die einzelnen Ansiedlungen im Bahretal und um die Steinsäge sowie das Vorwerk wuchsen nach und nach zu einem Reihendorf zusammen. Die Besitzer des Dorfes wechselten häufig, und somit gehörte Dohma immer wieder zu unterschiedlichen Amtsbereichen. Die Zahl der Einwohner wuchs stetig, 1695 wurden beispielsweise 18 Anspänner gezählt (Zweihüfner, Anderthalbhüfner, Eindreiachtelhüfner, Eineinviertelhüfner, Einhüfner, Dreiviertelhüfner, Halbhüfner und Viertelhüfner sowie 5 Gärtner). Um 1840 sind im Ortsbereich ein Vorwerk, 14 Bauerngüter, 4 Gartennahrungen, 14 Häuslerwohnungen, eine Mühle und etwa 200 Einwohner dokumentiert, vor dem Ersten Weltkrieg 888 Einwohner, danach nur noch 784 Personen. Es entstanden eine Glashütte und die Sandstein-Industrie (Cottaer Sandstein).

### Ortsteil Goes

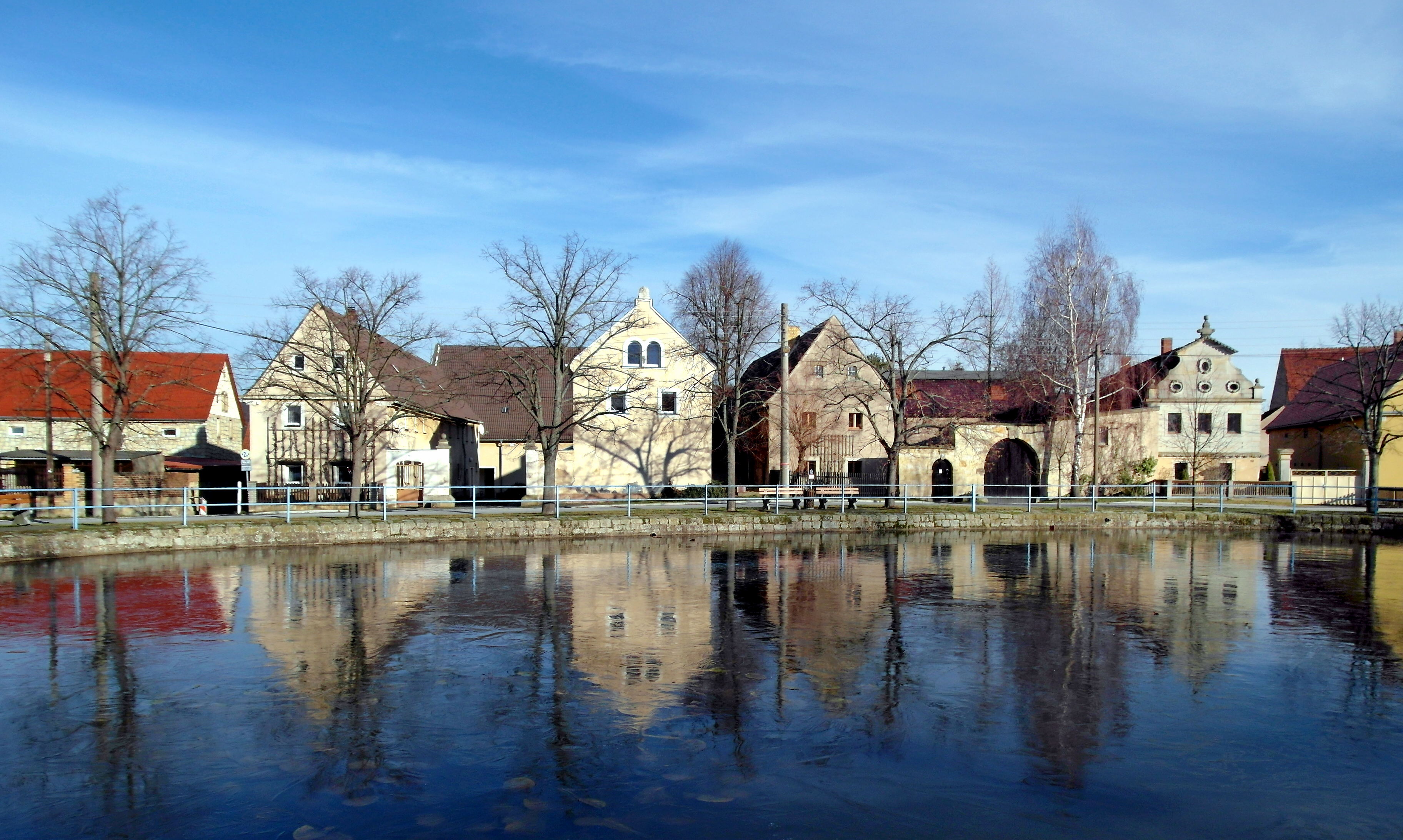
Dorfanger, Rundling Goes

Goes entstand und entwickelte sich als typisches Angerdorf. Drei- und Zweiseithöfe bestimmten lange Zeit das Dorfbild. Goes wuchs aus dem Rundling mit den Nachbaransiedlungen Lohmgrund, Depot und Neu-Goes zusammen. Überlieferte Schreibweisen des Dorfes über die Zeit lauteten Gose, Goor, Gaer und Gäs. Im Jahr 1526 hieß es Goß in der pirnischen pflege gelegen. Herrschaftsmäßig bestand lange Zeit eine Zweiteilung zwischen dem Rittergut Zehista des Heinrich v. Schönfeld und dem Rittergut Rottwerndorf. Zur Zahl der Einwohner lässt sich folgende Entwicklung verfolgen: 10 besessin mennre des Spitals zu Donen (Dohna) (1501), 1900 „fanden sich insgesammt 309 Seelen in 40 Wohngebäuden. 1910 gab es 325 Einwohner, 1919 nur 267“. Die kirchliche Zugehörigkeit wechselte von Dohna um 1540 zu Pirna. Getreideanbau und Fischfang bildeten die Lebensgrundlage der Einwohner.

### Ortsteil Cotta
Cotta entwickelte sich aus einem vom Burggrafen von Dohna um das Jahr 1000 angelegten Gut. Dieses diente dem Holzeinschlag und der Weiterverarbeitung bzw. dem Weiterverkauf der Stämme für den Bau der ersten hölzernen Dresdner Brücke. Die verschiedenen Schreibweisen des Dorfnamens waren Cottaw, Kuttaw, Kotthenn. Auch hier wechselten häufig die Besitzer und damit die Herrschaftsbereiche. Das aus dem Gut entstandene Dorf gilt als Waldhufendorf, zu dem die Streusiedlungen Groß- und Klein-Cotta sowie die Steger Mühle und ein Bergwerk Die Zeysel hinzukamen. Zum Gut gehörten im Jahr 1821 „402 1/5 Ackerland, Brauerei, Brennerei, Fischerei, Mittel- und Niederjagd, Kalk- und Ziegelbrennerei und 800 Schafe“.
Aus dem Jahr 1311 ist eine erste Kirche im Ort bezeugt.
Hervorstehendes Landschaftsmerkmal ist der Cottaer Spitzberg mit einer Höhe von 792 Fuß (= 241 m), von dem eine „weite prachtvolle Rundsicht“ besteht. Darin sollen nach einer Sage Zwerge, oder nach dem Volksmund Quarkse, leben.

### Eingemeindungen
- 1. März 1994: Goes[6]
- 1. Januar 1998: Cotta[7]

### Wappen
| Wappen von Dohma | Blasonierung: „Durch einen silbernen Göpel im Göpelschnitt geteilt; vorn oben in Rot gehender silberner Zwerg, darüber auf einem schwebenden, nach oben ausgebogenen silbernem Faden ein silberner Felsen mit einer silbernen Säule auf seinem höchsten Punkt; hinten in Blau übereinander drei schwebende silberne Wellenfäden, darüber reich verziertes silbernes Haus hinter von zwei silbernen Toren begrenztem silbernem Zaun; unten auf silbernem Boden silberne Linde zwischen zwei silbernen Baumstümpfen.“ |
| Wappen von Dohma | Wappenbegründung: Bis zum Jahr 2015 war das Wappen ein Lindenbaum mit darunter befindlichen Baumstümpfen, obwohl schon einige Versuche unternommen worden, ein neues Wappen zu erstellen. Erst im Jahr 2015 gelang es auf Grund einer Idee des amtierenden Bürgermeisters Matthias Heinemann ein neues Wappen zu erstellen. Ausgeführt wurden dann die grafischen Arbeiten von Herrn Näther aus Dohma. Verwendet wurde für Dohma der Lindenbaum mit den beiden Baumstümpfen des bereits existierenden Wappens, was für die Dreiteilung des Wappenschildes verkleinert wurde. Der Hintergrund mit der Farbe Grün bezieht sich auf die Flächen- und Naturdenkmäler des Ortes. Für den Ortsteil Goes wurde ein Ausschnitt aus einem existierenden Wappen benutzt und das Gewässer sinnbildlich mit wellenförmigen Linien angelegt. Da hier das Gewässer im Ort der zentrale Punkt darstellt wurde hier die Hintergrundfarbe Blau gewählt. Für Cotta konnte das ursprüngliche Wappen nicht mehr weiter verwendet werden, da hier keine Symmetrie vorlag und eine Kirche oder Rittergut nicht zwingend als Wahrzeichen dienen konnte. Wahrzeichen von Cotta hingegen sind der Spitzberg und die sagenumwobenen Querkse (Zwerge), welche sich nun im Wappen wiederfinden. Da der Spitzberg auf vulkanischem Ursprung basiert, wurde dem Ortsteil als Hintergrund die Farbe Rot gegeben. |

### Einwohnerentwicklung Gemeinde Dohma
Die folgende Tabelle zeigt die Entwicklung der Einwohnerzahl des Ortes bzw. der Gemeinde Dohma zum jeweiligen Gebietsstand.
| Jahr    | Einwohner                        |
| ------- | -------------------------------- |
| 1548/51 | 0020 besessene Mann, 26 Inwohner |
| 1764    | 0018 besessene Mann, 7 Häusler   |
| 1834    | 0195                             |
| 1871    | 0320                             |
| 1890    | 0570                             |
| 1910    | 0888                             |
| 1925    | 0942                             |
| 1939    | 1089                             |
| 1946    | 1164                             |
| 1964    | 0875                             |

| Jahr | Einwohner |
| ---- | --------- |
| 1990 | 0635      |
| 1995 | 0973      |
| 2000 | 2090      |
| 2005 | 2098      |
| 2010 | 2078      |
| 2015 | 1939      |
| 2020 | 1956      |

## Politik

### Gemeinderat
Seit der Gemeinderatswahl am 9. Juni 2024 verteilen sich die 12 Sitze des Gemeinderates folgendermaßen auf die einzelnen Gruppierungen:
- WV „Dohmaer Wasser“ (WVDW): 12 Sitze

| Liste                              | 2024   | 2024   | 2019   | 2019   | 2014       | 2014       |
| Liste                              | Sitze  | in %   | Sitze  | in %   | Sitze      | in %       |
| ---------------------------------- | ------ | ------ | ------ | ------ | ---------- | ---------- |
| Wählervereinigung „Dohmaer Wasser“ | 12     | 99,1   | 12     | 99,9   | 11         | 84,0       |
| Einzelvorschläge                   | –      | 0,9    | –      | 0,1    | unzulässig | unzulässig |
| CDU                                | –      | –      | –      | –      | 1          | 8,9        |
| Linke                              | –      | –      | –      | –      | –          | 7,1        |
| Wahlbeteiligung                    | 74,3 % | 74,3 % | 70,8 % | 70,8 % | 55,4 %     | 55,4 %     |

### Bürgermeister
Bürgermeister ist seit 2014 Matthias Heinemann.
| Wahl | Bürgermeister      | Vorschlag           | Wahlergebnis (in %) |
| ---- | ------------------ | ------------------- | ------------------- |
| 2021 | Matthias Heinemann | Heinemann           | 89,8                |
| 2014 | Matthias Heinemann | WV „Dohmaer Wasser“ | 87,9                |
| 2007 | Werner Meyer       | WV „Dohmaer Wasser“ | 93,4                |
| […]  |                    |                     |                     |
| 1994 | Wolfgang Kahrsch   | Kahrsch             | 96,7                |

## Wirtschaft
Neben der Landwirtschaft und der Fischerei für den Eigenbedarf waren und sind Abbau und Verarbeitung von Sandstein überregional bedeutend.
Nach 1990 haben sich einige größere Betriebe im Gewerbegebiet Dohma angesiedelt. Die Gemeindehomepage gibt mehr als 100 Gewerbetreibende einschließlich Handwerker und Dienstleister an (Stand Januar 2015).

## Verkehr
Die B 172 verläuft nördlich der Gemeinde. Die Gemeinde ist auch über die A 17 zu erreichen, welche über den Anschluss Pirna (ca. 4 km) erreichbar ist. Durch die Gemeinde führt die Landstraße 173, die von Pirna zur tschechischen Grenze bei Bahratal führt.
Von 1894 bis 1963 besaß Dohma einen Bahnhof an der Bahnstrecke Pirna–Großcotta, die vor allem als Anschlussbahn der Sandstein-Steinbrüche im Lohmgrund diente. Von 1894 bis 1935 und nochmals von 1945 bis 1957 verkehrten auf der Strecke auch Personenzüge.
Mit den öffentlichen Verkehrsmitteln ist Dohma mit der Stadtbuslinie Z sowie durch die Regionalbuslinien 207 und 219 der Regionalverkehr Sächsische Schweiz-Osterzgebirge GmbH erreichbar. Der Ortsteil Cotta ist mit den Linien 207, 209 und 219 erreichbar. Hingegen verfügt der Ortsteil Goes über keine ÖPNV-Anbindung.

## Kultur und Sehenswürdigkeiten
- siehe auch: Liste der Kulturdenkmale in Dohma

### Gedenkstätten
- Gedenktafel für den Kommunisten Walter Richter an seinem Wohnhaus Weinleite Nr. 19
Richter wurde 1935 beim grenzüberschreitenden Widerstandskampf von einer SA-Patrouille erschossen.[15]

### Naturschutz
- Siehe auch: Liste der Naturdenkmale in Dohma

## Persönlichkeiten
- Gottfried Christoph Härtel (1763–1827), Musikverleger (Breitkopf & Härtel)